# Вольная борьба на летних Олимпийских играх 1924 — до 87 кг
Соревнования по вольной борьбе в рамках Олимпийских игр 1924 года в полутяжёлом весе (до 87 килограммов) прошли в Париже с 11 по 14 июля 1924 года в Winter Velodrome.
Для участия в соревнованиях заявились 28 спортсмена из 12 стран; участники из двух стран объявлены не явившимися, в турнире участвовали 16 человек (не более двух участников от одной страны). Самым молодым участником был Фабио дель Дженовезе (21 год), самым возрастным Марсель Капелье (41 год). Соревнования проводились по системе Бергваля.
Конкуренция в этом весе была чрезвычайно высока. В соревнованиях принимали участие Карл Вестергрен, чемпион игр 1920 года в среднем весе по греко-римской борьбе и уже выигравший золотую медаль на этих играх в полутяжёлом весе по греко-римской борьбе, Рудольф Свенссон, серебряный призёр чемпионатов мира 1921 и 1922 годов по греко-римской борьбе и серебряный призёр этих игр по греко-римской борьбе, Шарль Куран, серебряный призёр игр 1920 года по вольной борьбе в этом весе, Поуль Хансен бронзовый призёр игр 1920 года по греко-римской борьбе в тяжёлом весе.
Однако золотую медаль завоевал никому не известный американец Джон Спеллман, который выиграл у Вестергрена в полуфинале и у Свенссона — в финале. В турнире за второе место Свенссон взял реванш у Вестергрена за поражение в финале соревнований по греко-римской борьбе и стал серебряным призёром игр. В турнире за третье место все спортсмены, имевшие право на участие, отказались от борьбы, за исключением Шарля Курана, которому и была вручена бронзовая награда.

## Призовые места
- Джон Спеллман
- Рудольф Свенссон
- Шарль Куран

## Турнир за первое место
В левой колонке — победители встреч. Мелким шрифтом набраны те проигравшие, которых победители «тащат» за собой по турнирной таблице, с указанием турнира (небольшой медалью), право на участие в котором имеется у проигравшего.

### Первый круг
| Участник 1                      | Результат | Участник 2      |
| ------------------------------- | --------- | --------------- |
| Джон Спеллман У. Уилсон         | Туше      | Уолтер Уилсон   |
| Джордж Румпель Ж. Байло         | По очкам  | Ж. Байло        |
| Карл Вестергрен                 | Неявка    | Е. Векштен      |
| Фабио дель Дженовезе М. Капелье | По очкам  | Марсель Капелье |
| Рудольф Свенссон Ж. Хатмейкер   | По очкам  | Жозеф Хатмейкер |
| Иисаки Милляри В. Лэй           | По очкам  | Виктор Лэй      |
| Поуль Хансен Ф. Рот             | По очкам  | Фриц Рот        |
| Шарль Куран Ч. Стрэк            | По очкам  | Чарльз Стрэк    |

### Четвертьфинал
| Участник 1                                | Результат | Участник 2                      |
| ----------------------------------------- | --------- | ------------------------------- |
| Джон Спеллман У. Уилсон, Д. Румпель       | Туше      | Джордж Румпель Ж. Байло         |
| Карл Вестергрен Ф. дель Дженовезе         | Туше      | Фабио дель Дженовезе М. Капелье |
| Рудольф Свенссон Ж. Хатмейкер, И. Милляри | По очкам  | Иисаки Милляри В. Лэй           |
| Шарль Куран Ч. Стрэк, П. Хансен           | По очкам  | Поуль Хансен Ф. Рот             |

### Полуфинал
| Участник 1                                                  | Результат | Участник 2                                   |
| ----------------------------------------------------------- | --------- | -------------------------------------------- |
| Джон Спеллман У. Уилсон, Д. Румпель, К. Вестергрен Ж. Байло | По очкам  | Карл Вестергрен Ф. дель Дженовезе М. Капелье |
| Рудольф Свенссон Ж. Хатмейкер, И. Милляри, Ш. Куран В. Лэй  | По очкам  | Шарль Куран Ч. Стрэк, П. Хансен Ф. Рот       |

### Финал
| Участник 1                                                                                  | Результат | Участник 2                                                                      |
| ------------------------------------------------------------------------------------------- | --------- | ------------------------------------------------------------------------------- |
| Джон Спеллман У. Уилсон, Д. Румпель, К. Вестергрен, Р. Свенссон Ж. Байло, Ф. дель Дженовезе | По очкам  | Рудольф Свенссон Ж. Хатмейкер, И. Милляри, Ш. Куран В. Лэй, Ч. Стрэк, П. Хансен |

## Турнир за второе место

### Полуфинал за второе место
| Участник 1                                                         | Результат | Участник 2                        |
| ------------------------------------------------------------------ | --------- | --------------------------------- |
| Рудольф Свенссон Ж. Хатмейкер, И. Милляри, Ш. Куран, К. Вестергрен | По очкам  | Карл Вестергрен Ф. дель Дженовезе |
| Уолтер Уилсон Д. Румпель                                           | По очкам  | Джордж Румпель Ж. Байло           |

### Финал за второе место
| Участник 1                                                                    | Результат | Участник 2               |
| ----------------------------------------------------------------------------- | --------- | ------------------------ |
| Рудольф Свенссон Ж. Хатмейкер, И. Милляри, Ш. Куран, К. Вестергрен, У. Уилсон | По очкам  | Уолтер Уилсон Д. Румпель |

## Турнир за третье место
Турнир за третье место не проводился, так как все борцы, имевшие право на участие в нём, отказались от турнира, за исключением Шарля Курана, которому и была вручена медаль.